# Mark Norell
Mark A. Norell (né le 26 juillet 1957) est un paléontologue américain, conservateur à l'American Museum of Natural History. Il est surtout connu comme le découvreur du premier embryon de théropode et pour la description de dinosaures à plumes, notamment les genres Shuvuuia, Apsaravis, Byronosaurus, Citipati, Tsaagan et Achillobator. Il a été répertorié par le magazine Time comme l'une des dix histoires scientifiques les plus importantes de 1993, 1994 et 1996. 
Norell est membre de l'Explorer's Club. 

## Carrière
Les recherches de Norell ont débuté par l'étude théorique de la diversité à travers le temps ; sa thèse de doctorat portait sur les variations évolutives du maïs. À la suite de sa maîtrise à San Diego, Norell a publié des articles sur l'efficacité des archives fossiles dans la capture de l'histoire phylogénétique et sur la façon dont les données manquantes peuvent influencer l'estimation de la phylogénie. 
Norell est devenu conservateur à l'American Museum of Natural History en 1990 et a aidé à superviser la rénovation des Salles de l'Evolution des Vertébrés. L'organisation, où les visiteurs progressent dans un mouvement circulaire, reflète le modèle évolutif d'un arbre phylogénétique. Ainsi, les invités commencent leur exploration avec les vertébrés, les placodermes et les poissons osseux les plus simples, et terminent leur visite avec des mammifères avancés, tels que les mammouths et les artiodactyles. 
Actuellement, Norell étudie les relations des petits dinosaures carnivores avec les oiseaux modernes et développe de nouvelles façons d'observer les fossiles grâce à la tomodensitométrie. Il a dirigé plus de vingt expéditions paléontologiques internationales, en Patagonie, Cuba, aux Andes chiliennes, au Sahara et en Afrique de l'Ouest. Le projet Mongolie, qui a livré de nombreuses découvertes sur l'évolution des vertébrés, a reçu une attention mondiale. 

## Découvertes notables
Mark Norell est le découvreur direct de l'énigmatique théropode Shuvuuia, a codirigé le groupe qui a découvert Ukhaa Tolgod, la plus riche localité de fossiles de vertébrés terrestres du Crétacé au monde, a découvert le premier embryon d'un dinosaure théropode, décrit une série de dinosaures à plumes (voir ci-dessus), et a découvert la première preuve directe que les dinosaures couvaient. Les travaux théoriques de Norell se concentrent sur l'évaluation des données dans de grands ensembles cladistiques, ainsi que sur l'estimation des modèles fossiles par phylogénie, afin de voir les tendances de la diversité et de l'extinction. Il est l'auteur de plusieurs articles qui discutent de la relation entre la position stratigraphique et la topologie phylogénétique. 

## Honneurs et distinctions
En 1998, Norell a été nommé Leader de l'année à New York par le New York Times. En 2000, il a été honoré comme un ancien élève distingué de la California State University Long Beach. Son livre scientifique populaire, "Discovering Dinosaurs", a remporté le prix du livre de l'année des jeunes lecteurs de Scientific American. Un autre de ses livres pour le grand public, intitulé "A Nest of Dinosaurs", a reçu le prix Orbis Pictus du Conseil national (américain) des enseignants. 

## Chasseurs de dinosaures (film)
Dinosaur Hunters (1996, écrit et réalisé par Kage Glantz crédité comme Kage Kleiner, raconté par Michael Carroll) est un documentaire du National Geographic sur les expéditions AMNH menées en Mongolie, dans le désert de Gobi, par les paléontologues Mike Novacek et Mark Norell. 

## Publications récentes
- Norell, M. A., J. M. Clark, and P. J. Makovicky. "Relationships Among Maniraptora: Problems and Prospects." Yale Peabody Museum, special volume honoring John Ostrom (in press).
- Norell, M .A., P. J. Makovicky, and P. J. Currie. "The Beaks of Ostrich Dinosaurs." Nature (in press).
- Ji, Q., M. A. Norell, K.-Q. Gao, S.-A. Ji, and D. Ren. "The Distribution of Integumentary Structures in a Feathered Dinosaur." Nature 410 (2001): 1084-1088.
- Norell, M. A., and J. Clarke. "A New Fossil Near the Base of Aves." Nature 409 (2001): 181-184.
- Norell, M. A., J. M. Clark, and L. M. Chiappe. "An Embryo of an Oviraptorid (Dinosauria: Theropoda) from the Late Cretaceous of Ukhaa Tolgod, Mongolia." American Museum Novitates 3315 (2001): 17 pp.
- Norell, M.A., P. Makovicky, and J. M. Clark. "A New Troodontid from Ukhaa Tolgod, Late Cretaceous, Mongolia." Journal of Vertebrate Paleontology Rapid Communication 20, no. 1 (2000): 7-11.
- Norell, M .A., L. Dingus, and E. S. Gaffney. Discovering Dinosaurs (2nd edition with 9 new sections). Berkeley: University of California Press, 2000.
- Norell, M. A., and P. Makovicky. "Important Features of the Dromaeosaur Skeleton II: Information From Newly Collected Specimens of Velociraptor mongoliensis." American Museum Novitates 3282 (1999): 45 pp.